# Las dos mil palabras
Las dos mil palabras, título completo: Dos mil palabras a obreros, agricultores, funcionarios, científicos, artistas y todos, (en checo: Dva tisíce slov, které patří dělníkům, zemědělcům, úředníkům, vědcům, umělcům a všem) es un manifiesto escrito por el escritor reformista checo Ludvík Vaculík. Fue firmado por intelectuales y artistas el 17 de junio de 1968, en plena Primavera de Praga, un período de liberalización política en Checoslovaquia que comenzó en enero de 1968 con la elección de Alexander Dubček y terminó con la invasión soviética en agosto, seguida de la normalización. Fue publicado en el semanario Literární listy, actual Literární noviny, el 27 de junio del mismo año.

## Contenido
Esencialmente "Las dos mil palabras" fueron un llamado para que el pueblo de Checoslovaquia responsabilizara a su partido por los estándares de apertura, no de revolución abierta. Vaculik comenzó con una evaluación de cómo la nación había decaído bajo el Partido Comunista de Checoslovaquia (KSČ por sus siglas en checo y eslovaco), pintando un cuadro de decadencia moral y económica en el que los trabajadores no tomaban decisiones por sí mismos.

La mayoría de las personas perdieron interés por las cosas públicas y se ocuparon solo de sí mismas y del dinero. Y la situación se agravó por el hecho de que ese dinero ya no tenía tanto valor. Se deterioraron las relaciones interpersonales, se perdió la alegría del trabajo. En resumen, llegaron tiempos sombríos para la integridad espiritual y para el carácter de la nación.

Dio crédito a los miembros del KSČ de "mentalidad democrática" que habían agitado por el cambio en una era estancada, diciendo que había sido posible ventilar ideas antagónicas solo desde dentro de la estructura del partido. Estas ideas, dice, no ganan su poder por ser nuevas, sino por líderes de partido débiles y desigualdad y pobreza generalizadas, lo que permitió que una porción más grande de la sociedad se diera cuenta de su posición.
En lugar de derrocar al partido, Vaculik sugirió que los reformadores apoyaran su ala progresista, que poseía "organizaciones consolidadas... funcionarios experimentados... [y] las palancas decisivas". En una época de cambios, dijo, el pueblo debe exigir transparencia en la gestión económica y elegir "personas capaces y honestas" para que sean sus representantes, así como utilizar protestas legales y pacíficas para derribar a los funcionarios corruptos. Reconoció la importancia de una prensa libre y pidió que los periódicos esclavizados por el partido se convirtieran nuevamente en una "plataforma para todas las fuerzas positivas".
La declaración sería posteriormente condenada por los soviéticos por desafiar el papel de liderazgo de la Unión Soviética. Vaculik menciona a la URSS solo indirectamente, refiriéndose a las "fuerzas extranjeras" y aconsejando una progresión gradual y moderada hacia la paridad: "Podemos asegurar relaciones igualitarias solo mejorando nuestra situación interna y llevando adelante el proceso de reactivación hasta el punto de que un día en las elecciones seremos capaces de elegir estadistas que tendrán suficiente coraje, honor y talento político para establecer y mantener tales relaciones". En general, Vaculik hizo un llamado a la reinvención del socialismo desde adentro, a través de una supervisión rigurosa por parte de una población unificada y recientemente empoderada.

## Reacción
Aunque el documento alentó e inspiró a los progresistas en los niveles más bajos del partido, también tuvo un efecto tremendamente polarizador, sirviendo como pretexto para una respuesta conservadora que haría que Vaculik fuera expulsado del partido. El presidium entró en una sesión de emergencia inmediata, que solo sirvió para aumentar el apoyo a la declaración en el país. Los líderes gubernamentales rápidamente denunciaron la declaración, e incluso Dubcek se dirigió a la nación por televisión unos días después de su publicación llamando a la unidad nacional. Dos semanas más tarde, I. Aleksandrov condenó "Las dos mil palabras" en el periódico moscovita Pravda como "una especie de plataforma que representa a las fuerzas en Checoslovaquia y en el extranjero que se esfuerzan, bajo el pretexto de hablar de 'liberalización', 'democratización', etc., de tachar toda la historia de Checoslovaquia desde 1948 y los logros socialistas de los trabajadores checoslovacos, para desacreditar al Partido Comunista de Checoslovaquia y su papel dirigente, socavar la amistad entre el pueblo checoslovaco y los pueblos de los estados socialistas hermanos y allanar el camino para la contrarrevolución".
La declaración no instigó significativamente la acción local y debilitó a diplomáticos checos como el moderado Josef Smrkovský en sus esfuerzos por aplacar a los soviéticos, quienes estaban perturbados por el ritmo de reforma en Checoslovaquia. En última instancia, fue una de las principales causas que llevaron a la invasión de Checoslovaquia a mediados de agosto.